# Dystrykt warszawski

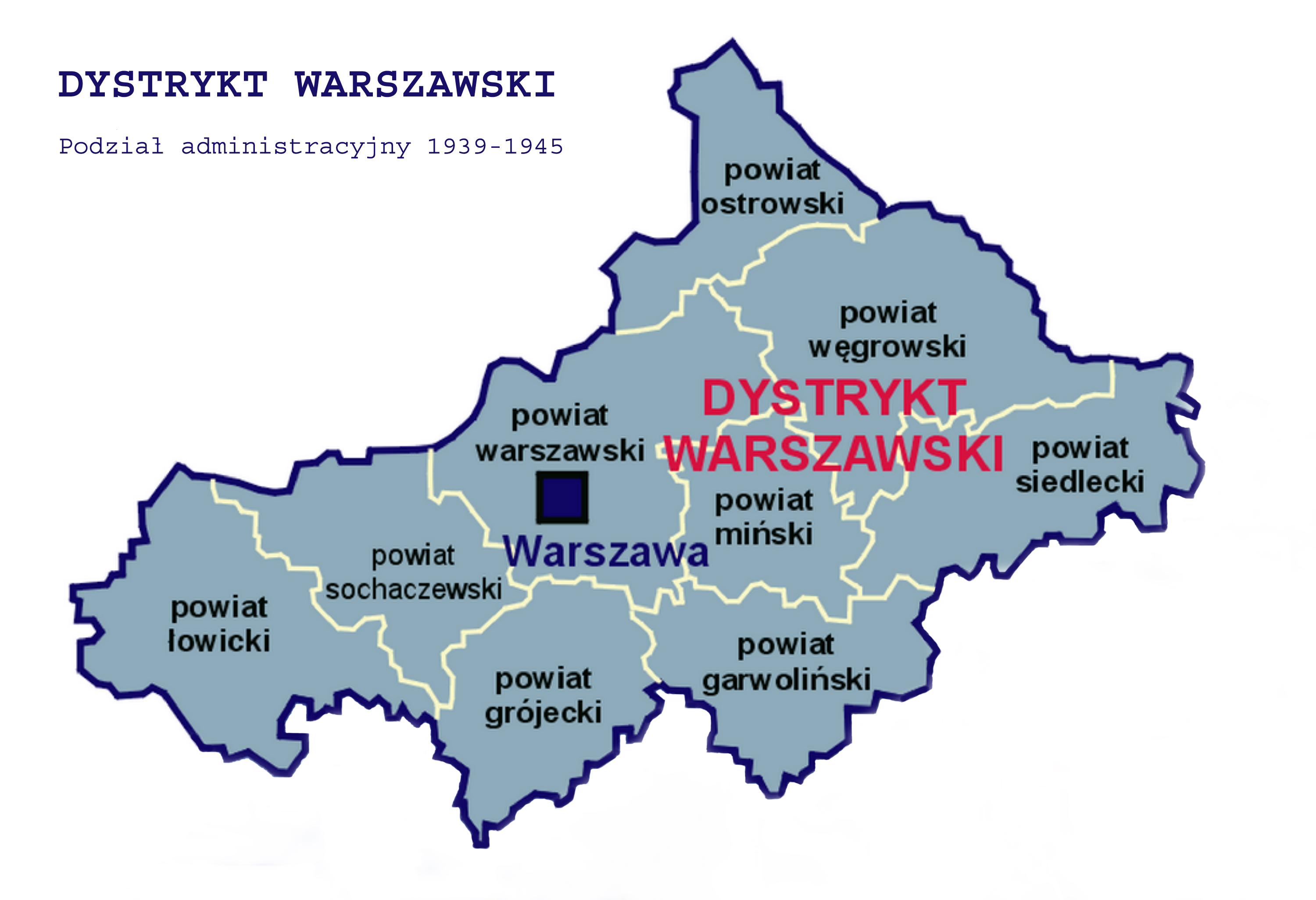
Mapa dystryktu warszawskiego

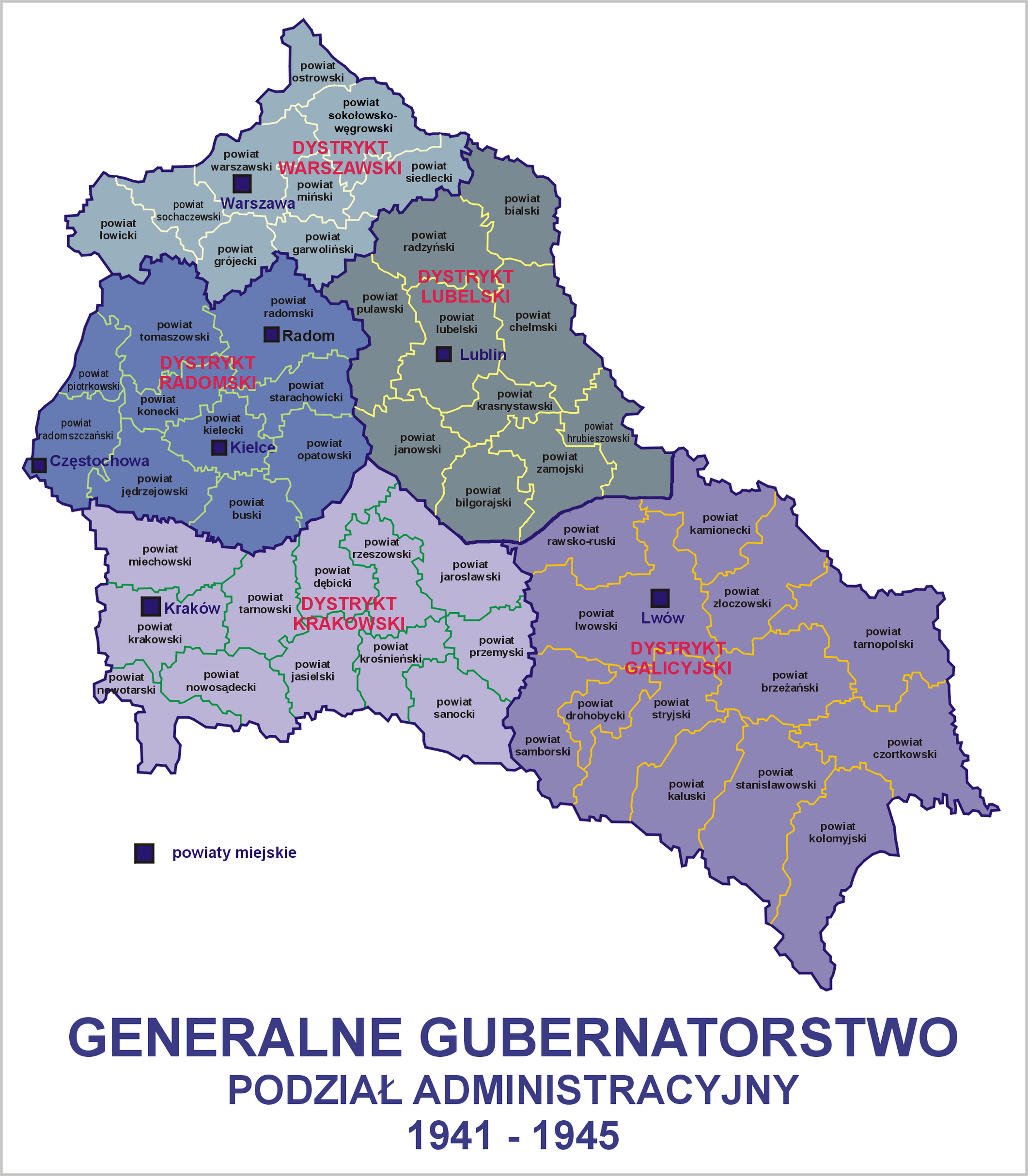
Dystrykt warszawski na mapie Generalnego Gubernatorstwa

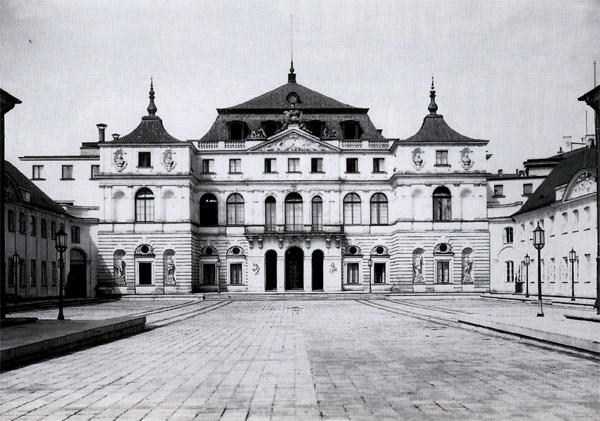
Nieistniejący pałac Brühla w Warszawie, siedziba gubernatora dystryktu warszawskiego Ludwiga Fischera

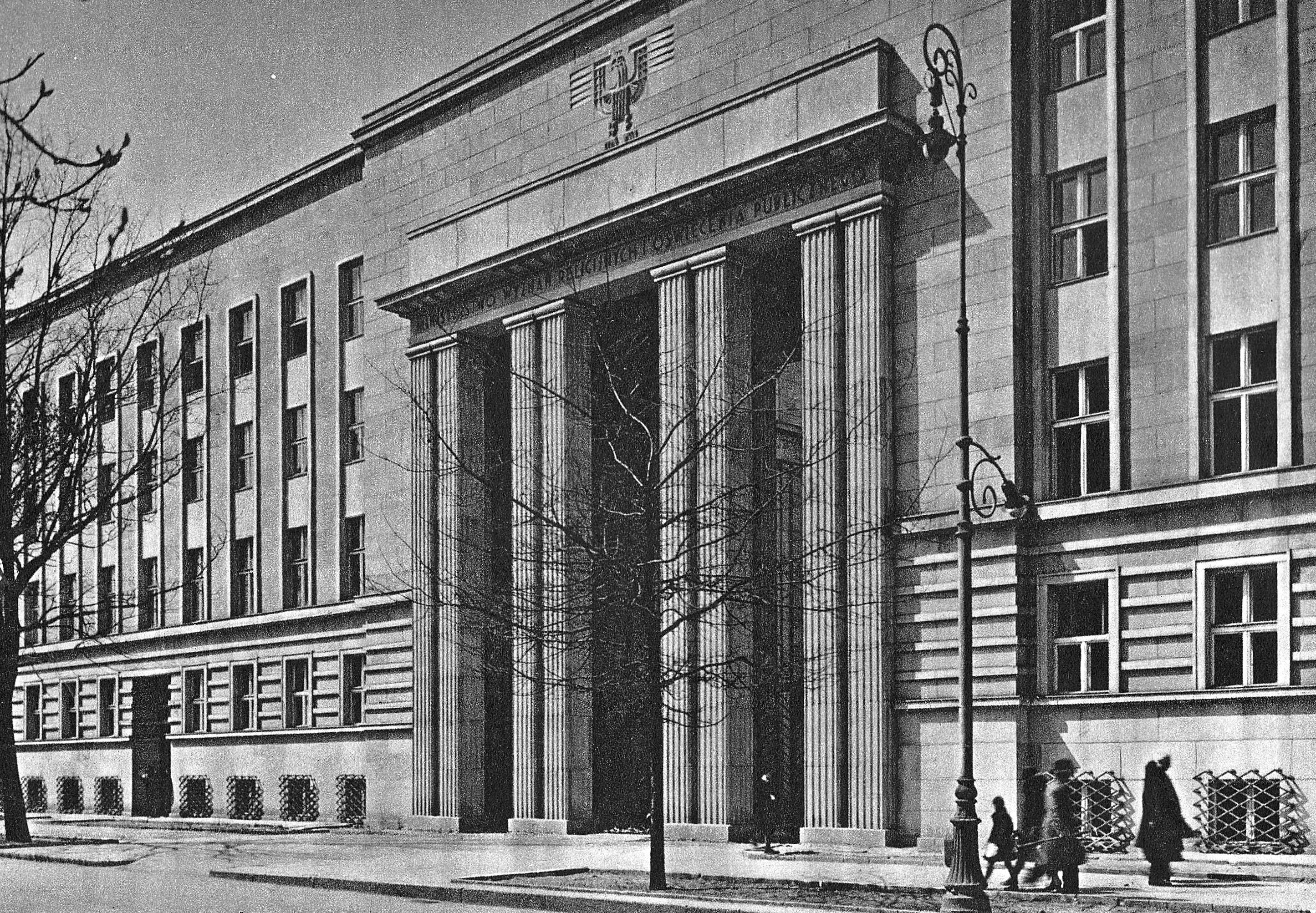
Gmach Ministerstwa Wyznań Religijnych i Oświecenia Publicznego w al. J.Ch. Szucha 25, podczas okupacji siedziba Gestapo i SD w dystrykcie warszawskim

Dystrykt warszawski (niem. Distrikt Warschau) – jednostka administracyjna Generalnego Gubernatorstwa od 26 października 1939 do 16 stycznia 1945.

## Opis
Stolicą dystryktu była Warszawa. W latach 1939–1944 siedzibą gubernatora dystryktu był pałac Brühla.
Kadłubowy organ urzędu szefa dystryktu działał w Sochaczewie do stycznia 1945.

## Władze

### Gubernator
- Ludwig Fischer (26 października 1939[5] – styczeń 1945)

### Inni urzędnicy
- Dowódca SS i Policji (Der SS-und Polizeiführer)[6]: 
  - SS-Gruppenführer Paul Moder (1940–1941)
  - SS-Oberführer Arpad Wigand (1941–1942)
  - SS-Oberführer Ferdinand von Sammern-Frankenegg (1942–19.04.1943)
  - SS-Brigadeführer Jürgen Stroop (20.04.1943–09.1943)
  - SS-Brigadeführer Franz Kutschera (25.09.1943–1.02.1944)
  - SS-Oberführer Herbert Böttcher (02.1944–2.03.1944)
  - SS-Brigadeführer Paul Otto Geibel (3.03.1944 – styczeń 1945)

### Powiaty miejskie
- Warschau

### Powiaty
- Garwolin
- Grojec (Grójec)
- Lowitsch (Łowicz)
- Minsk (Mińsk Mazowiecki)
- Ostrow (Ostrów Maz.)
- Siedlce
- Sochatschew (Sochaczew)
- Sokolow-Wengrow (Sokołów-Węgrów)
- Warschau-Land

## Miejscowości
Lista stu największych miejscowości w dystrykcie warszawskim w 1943 roku.
| Miejscowość         | Status | Liczba mieszkańców 1.III.1943 | Powiat         | Gmina               |
| ------------------- | ------ | ----------------------------- | -------------- | ------------------- |
| Warschau            | miasto | 1009007                       | Warschau-Stadt | Warschau-Stadt      |
| Siedlce             | miasto | 38243                         | Siedlce        | Siedlce             |
| Pruszków            | miasto | 26460                         | Warschau-Land  | Pruszków            |
| Skierniewice        | miasto | 25112                         | Lowitsch       | Skierniewice        |
| Ostrow              | miasto | 21757                         | Ostrow         | Ostrow              |
| Rembertów           | miasto | 21592                         | Warschau-Land  | Rembertów           |
| Żyrardów            | miasto | 19954                         | Sochaczew      | Żyrardów            |
| Włochy              | miasto | 17464                         | Warschau-Land  | Włochy              |
| Legionowo           | wieś   | 15476                         | Warschau-Land  | Legionowo           |
| Łowicz              | miasto | 15285                         | Lowitsch       | Łowicz              |
| Grodzisk Mazowiecki | miasto | 14709                         | Sochaczew      | Grodzisk Mazowiecki |
| Wołomin             | miasto | 14003                         | Warschau-Land  | Wołomin             |
| Minsk               | miasto | 12047                         | Minsk          | Minsk               |
| Radzymin            | miasto | 11101                         | Warschau-Land  | Radzymin            |
| Okęcie              | wieś   | 10699                         | Warschau-Land  | Okęcie              |
| Otwock              | miasto | 10541                         | Warschau-Land  | Otwock              |
| Sochaczew           | miasto | 9988                          | Sochaczew      | Sochaczew           |
| Sokolow             | miasto | 9211                          | Sokolow        | Sokolow             |
| Milanówek           | miasto | 8632                          | Sochaczew      | Milanówek           |
| Góra Kalwaria       | miasto | 7511                          | Grojec         | Góra Kalwaria       |
| Głowno              | miasto | 7466                          | Lowitsch       | Głowno              |
| Garwolin            | miasto | 7189                          | Garwolin       | Garwolin            |
| Grojec              | miasto | 7187                          | Grojec         | Grojec              |
| Błonie              | miasto | 6730                          | Sochaczew      | Błonie              |
| Brwinów             | miasto | 6299                          | Sochaczew      | Brwinów             |
| Piaseczno           | miasto | 6026                          | Warschau-Land  | Piaseczno           |
| Ząbki               | wieś   | 5560                          | Warschau-Land  | Marki               |
| Marki               | wieś   | 5450                          | Warschau-Land  | Marki               |
| Węgrów              | miasto | 5182                          | Sokolow        | Węgrów              |
| Wyszków             | miasto | 5139                          | Ostrow         | Wyszków             |
| Małkinia Górna I    | wieś   | 5068                          | Ostrow         | Małkinia            |
| Wilanów             | wieś   | 5059                          | Warschau-Land  | Wilanów             |
| Warka               | miasto | 5037                          | Grojec         | Warka               |
| Targówek-Osiedle    | wieś   | 5037                          | Warschau-Land  | Bródno              |
| Wawer Stary         | wieś   | 4995                          | Warschau-Land  | Wawer               |
| Czechowice          | wieś   | 4850                          | Warschau-Land  | Skorosze            |
| Piastów Północny    | wieś   | 4699                          | Warschau-Land  | Piastów             |
| Wola Grzybowska     | wieś   | 4433                          | Warschau-Land  | Sulejówek           |
| Pustelnik           | wieś   | 4403                          | Warschau-Land  | Marki               |
| Mogielnica          | miasto | 4390                          | Grojec         | Mogielnica          |
| Żelechów            | miasto | 3966                          | Garwolin       | Żelechów            |
| Jelonki             | wieś   | 3826                          | Warschau-Land  | Blizne              |
| Bukowiec            | wieś   | 3825                          | Warschau-Land  | Jabłonna            |
| Karczew             | wieś   | 3814                          | Warschau-Land  | Karczew             |
| Górce Nowe          | wieś   | 3805                          | Warschau-Land  | Młociny             |
| Piastów Południowy  | wieś   | 3756                          | Warschau-Land  | Piastów             |
| Zielonka            | wieś   | 3581                          | Warschau-Land  | Marki               |
| Falenica            | wieś   | 3538                          | Warschau-Land  | Falenica            |
| Ożarów              | wieś   | 3506                          | Warschau-Land  | Ożarów              |
| Jabłonna            | wieś   | 3413                          | Warschau-Land  | Jabłonna            |
| Wawer Nowy          | wieś   | 3104                          | Warschau-Land  | Wawer               |
| Mszczonów           | miasto | 3084                          | Sochaczew      | Mszczonów           |
| Gocławek            | wieś   | 3062                          | Warschau-Land  | Wawer               |
| Leszno              | wieś   | 2925                          | Sochaczew      | Radzików            |
| Zielona             | wieś   | 2847                          | Warschau-Land  | Sulejówek           |
| Cechówka            | wieś   | 2819                          | Warschau-Land  | Sulejówek           |
| Łaskarzew           | wieś   | 2816                          | Garwolin       | Łaskarzew Osada     |
| Kałuszyn            | miasto | 2757                          | Minsk          | Kałuszyn            |
| Łosice              | miasto | 2614                          | Siedlce        | Łosice              |
| Sulejówek           | wieś   | 2448                          | Warschau-Land  | Sulejówek           |
| Międzylesie         | wieś   | 2444                          | Warschau-Land  | Wawer               |
| Brok                | miasto | 2419                          | Ostrow         | Brok                |
| Zacisze             | wieś   | 2350                          | Warschau-Land  | Bródno              |
| Latowicz            | wieś   | 2319                          | Minsk          | Latowicz            |
| Jeżów               | wieś   | 2311                          | Lowitsch       | Popień              |
| Powsinek            | wieś   | 2274                          | Warschau-Land  | Wilanów             |
| Nowa Wieś           | wieś   | 2269                          | Sochaczew      | Helenów             |
| Mordy               | miasto | 2178                          | Siedlce        | Mordy               |
| Stoczek             | miasto | 2145                          | Garwolin       | Stoczek             |
| Anin Stary          | wieś   | 2130                          | Warschau-Land  | Wawer               |
| Janów               | wieś   | 1969                          | Minsk          | Mińsk               |
| Radość              | wieś   | 1857                          | Warschau-Land  | Falenica            |
| Parysów             | wieś   | 1832                          | Garwolin       | Parysów             |
| Roguziec            | wieś   | 1823                          | Siedlce        | Stok Ruski          |
| Wygoda              | wieś   | 1818                          | Warschau-Land  | Wawer               |
| Łyszkowice          | wieś   | 1789                          | Lowitsch       | Łyszkowice          |
| Stanisławów         | wieś   | 1755                          | Minsk          | Stanisławów         |
| Łajski              | wieś   | 1713                          | Warschau-Land  | Jabłonna            |
| Podkowa Leśna       | wieś   | 1698                          | Sochaczew      | Helenów             |
| Okuniew             | wieś   | 1680                          | Warschau-Land  | Okuniew             |
| Błędów              | wieś   | 1675                          | Grojec         | Błędów              |
| Miedzeszyn I        | wieś   | 1672                          | Warschau-Land  | Falenica            |
| Józefów             | wieś   | 1650                          | Warschau-Land  | Falenica            |
| Wiskitki            | wieś   | 1645                          | Sochaczew      | Żyrardów-Wiskitki   |
| Ostrzeszewo         | wieś   | 1642                          | Sochaczew      | Chodaków            |
| Płochocin           | wieś   | 1624                          | Sochaczew      | Radzików            |
| Miłosna Stara       | wieś   | 1616                          | Warschau-Land  | Wawer               |
| Wiśniewo            | wieś   | 1597                          | Warschau-Land  | Jabłonna            |
| Mokobody            | wieś   | 1567                          | Siedlce        | Skupie              |
| Tarczyn             | wieś   | 1561                          | Grojec         | Komorniki           |
| Miedzna             | wieś   | 1557                          | Sokolow        | Miedzna             |
| Nieporęt            | wieś   | 1547                          | Warschau-Land  | Nieporęt            |
| Bródno              | wieś   | 1534                          | Warschau-Land  | Bródno              |
| Tłuszcz             | wieś   | 1515                          | Warschau-Land  | Tłuszcz             |
| Struga              | wieś   | 1484                          | Warschau-Land  | Marki               |
| Świdry Stare        | wieś   | 1483                          | Warschau-Land  | Jabłonna            |
| Konstancinek        | wieś   | 1476                          | Warschau-Land  | Jeziorna            |
| Jadów               | wieś   | 1466                          | Warschau-Land  | Jadów               |
| Kosów Lacki         | wieś   | 1460                          | Sokolow        | Kosów               |
| Ołtarzew            | wieś   | 1442                          | Warschau-Land  | Ożarów              |

## Prasa okupacyjna
- Nowy Kurier Warszawski